# Rasa del Rèvol
La Rasa del Rèvol o Torrent del Rèvol és un torrent que aboca les seves aigües al Cardener per la seva riba dreta a 436 msnm sota l'ermita de Santa Àgata i enfront de Buida-sacs, al municipi de Clariana de Cardener (Solsonès) encara que ja pràcticament al límit amb el Bages.

## Descripció
Amb direcció predominant cap a les 2 del rellotge, neix al terme municipal de Cardona a 721 msnm entre el nucli de Bergús i la masia d'Anglerill. Un km més avall entra al terme municipal de Clariana de Cardener i tanscorre pel seu interior fins que rep per la dreta la Rasa del Rovelló. A partir d'aquest punt i fins pràcticament la seva desembocadura al Cardener fa de frontera entre els termes de Clariana i Cardona.

## Municipis per on passa
Des del seu naixement, la Rasa del Rèvol passa successivament pels següents termes municipals.
|                                                               | Longitud (en m.) | % del recorregut |
| ------------------------------------------------------------- | ---------------- | ---------------- |
| Per l'interior del municipi de Cardona                        | 911              | 14,69%           |
| Per l'interior del municipi de Clariana de Cardener           | 2.466            | 39,76%           |
| Fent de frontera entre Clariana de Cardener i Cardona         | 2.132            | 34,38%           |
| Altre cop per l'interior del municipi de Cardona              | 423              | 6,82%            |
| Altre cop per l'interior del municipi de Clariana de Cardener | 270              | 4,35%            |

## Xarxa hidrogràfica
La xarxa hidrogràfica de la Rasa del Rèvol està integrada per 16 cursos fluvials que sumen una longitud total de 17.167 m.

### Afluents destacables
- Rasa del Rovelló